# Vườn quốc gia Culgoa Floodplain
Vườn quốc gia Culgoa Floodplain là một vườn quốc gia ở bang Queensland, (Úc), cách thành phố Brisbane 627 km về phía tây.
Vườn quốc gia này trước đây là khu đồng cỏ dành cho gia súc. Trong vườn có nhiều loại cây rừng khác nhau. Trong vườn cũng có các dụng cụ bằng đá và các bếp lửa rải rác đó đây của các thổ dân cư ngụ trong khu vực này trước đây.